# Pfarrkirche Moschendorf

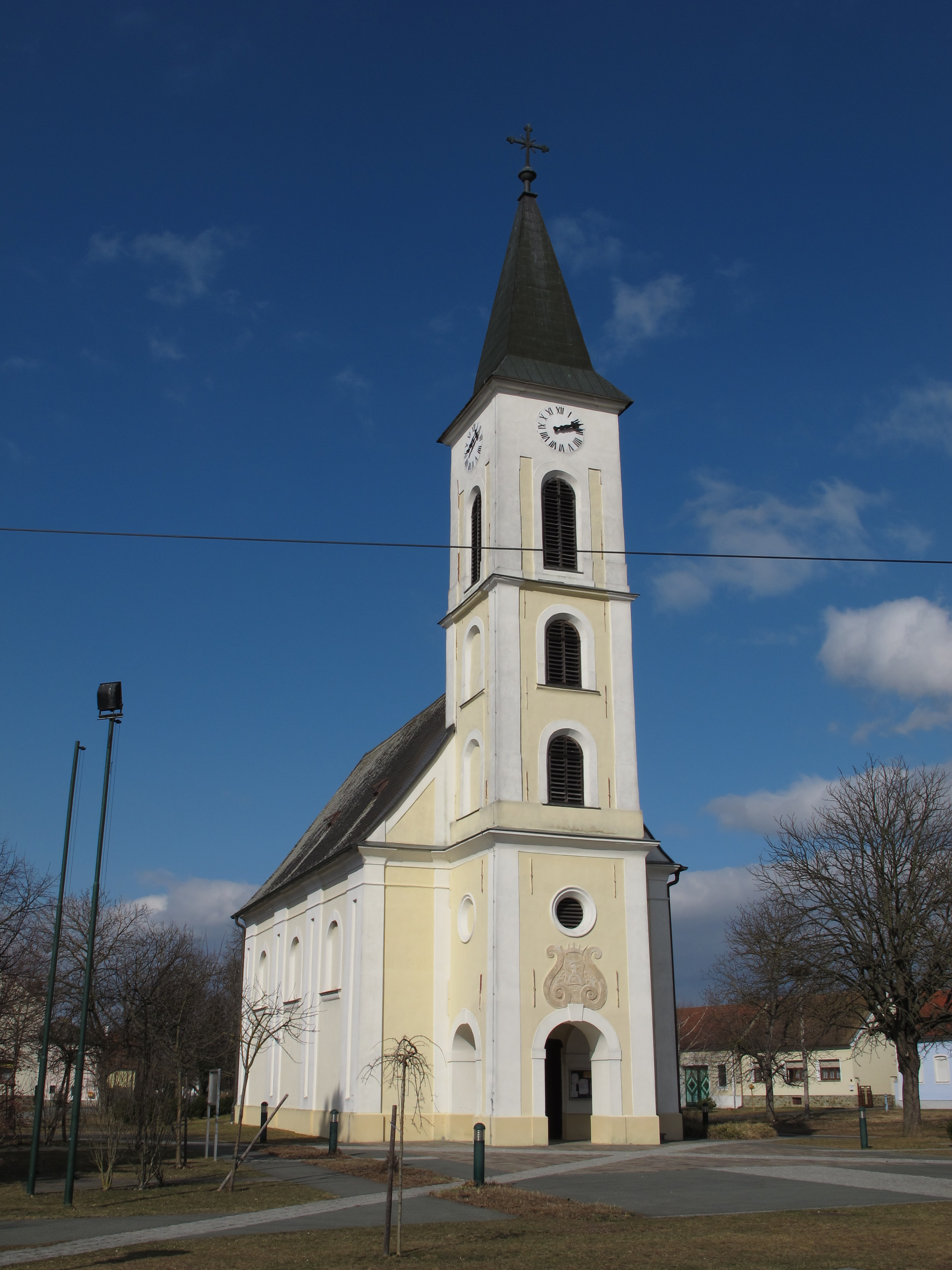
Pfarrkirche Moschendorf

Die römisch-katholische Pfarrkirche Moschendorf steht auf einem mit Bäumen bepflanzten Anger in der Ortsmitte der Gemeinde Moschendorf (Ungarisch: „Nagysároslak“) im Bezirk Güssing im Burgenland. Sie ist der hl. Rosalia geweiht und gehört zum Dekanat Güssing.

## Geschichte
Die Kirche wurde 1773 anstelle einer kleinen Rosalienkapelle errichtet und 1788 zur Pfarrkirche erhoben. Das Gotteshaus wurde mehrmals renoviert, unter anderem 1947 und 1967/68.

## Architektur und Ausstattung

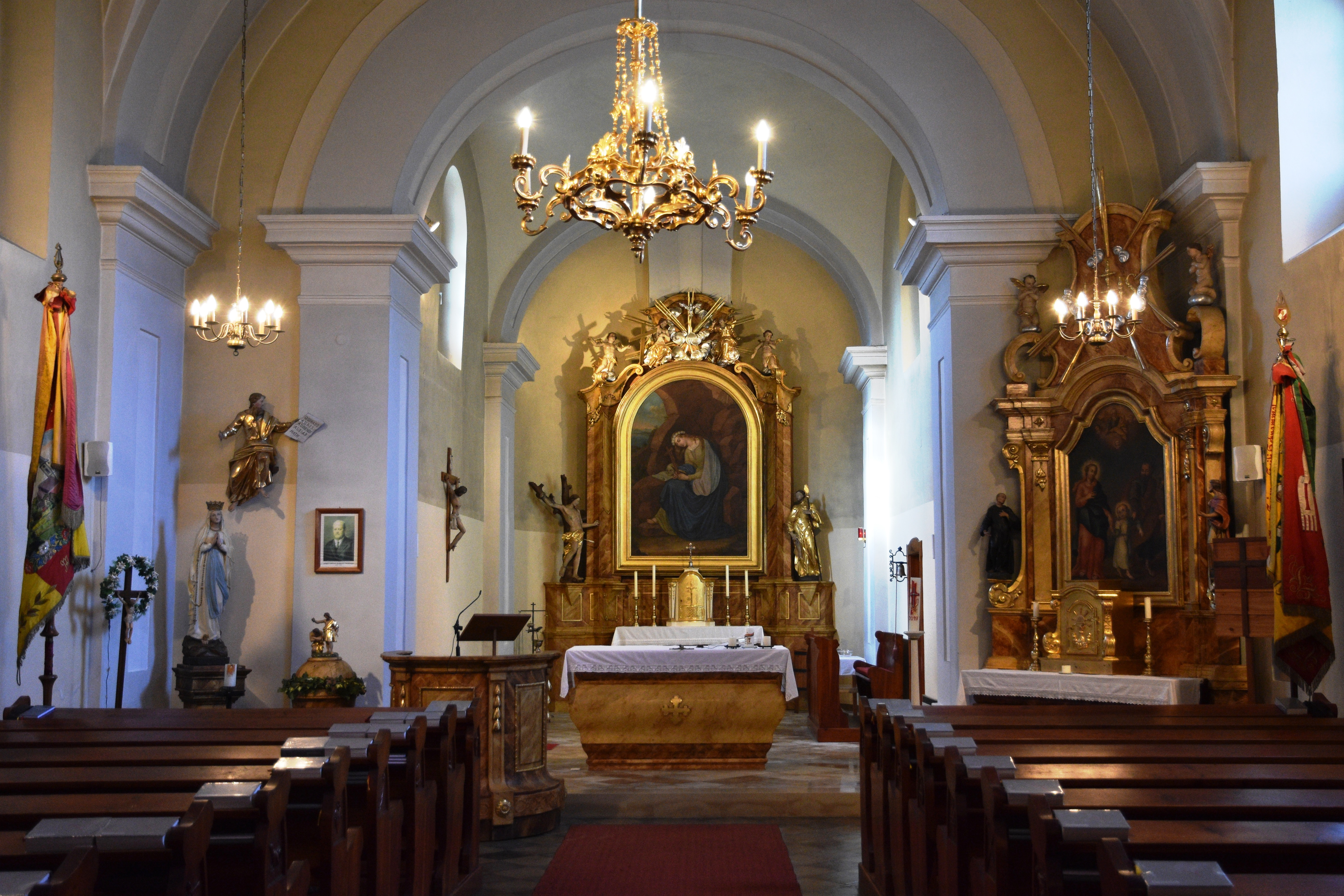
Innenansicht der Pfarrkirche

Die Kirche ist ein großer einschiffiger Bau mit eingezogenem Chor und halbrunder Apsis. Der dreigeschoßige Südturm wird durch einen Spitzhelm bekrönt. Über dem Turmportal ist das Wappen der ungarischen Adelsfamilie Batthyány zu sehen. 
Der weite und helle Saal ist dreijochig unter Tonnengewölbe mit Stichkappen. Diese sind zwischen Doppelgurten, die auf Doppelpilastern ruhen. Die dreiachsige Empore hat eine vorgebauchte Brüstung und ist von Kreuzgratgewölbe unterwölbt. Ein breiter Triumphbogen trennt die Apsis vom restlichen Kirchenschiff. Im quadratischen Chorjoch ist Platzlgewölbe und über der Apsis ein Schalengewölbe mit Mittelgurt. 
Der Hochaltar stammt aus der zweiten Hälfte des 18. Jahrhunderts. Der Altar in Form einer Rahmenwand zeigt ein Bild der heiligen Rosalia. Dieses wird flankiert durch Holzfiguren des heiligen Sebastian und des heiligen Rochus. 
Auch der Seitenaltar stammt aus der zweiten Hälfte des 18. Jahrhunderts. Er ist ein Wandaltar mit hohem Aufsatz. Das Altarbild „Heilige Familie“ wird flankiert von Holzfiguren der Heiligen Antonius und Donatus.
Der Korb der Kanzel, welche um 1780 errichtet wurde, dient nun zerlegt als Ambo. Darüber befindet sich eine Sitzfigur des Evangelisten Matthäus an der Wand. Das Gehäuse der Orgel mit Positiv stammt aus 1780, das Orgelwerk mit 8 Registern von Gebrüder Hopferwieser aus 1938.